# Henri Perruchot
Henri Perruchot (27. ledna 1917 – 17. února 1967) byl francouzský spisovatel, výtvarný a literární kritik. Proslul především jako autor i do češtiny překládaných životopisů francouzských malířů, mj. Henriho de Toulouse-Lautreca, Vincenta van Gogha či Paula Cézanna.

## Život a dílo
Narodil se v hornickém městečku Montceau-les-Mines v oblasti Morvan v Burgundsku, dětství a mládí prožil v Marseille. Na univerzitě v Aix-en-Provence vystudoval anglickou a francouzskou literaturu a získal akademickou hodnost licencé ès lettres. Obdržel zde místo profesora. Výuka ho však neuspokojovala, a tak odešel do Paříže.
Jeho začátky v Paříži nebyly jednoduché. Perruchot zpočátku pracoval jako editor; roku 1944 připravil k vydání Pensées morales (Úvahy o morálce) francouzského teologa jansenistického zaměření Jeana Duvergiera de Hauranne. V roce 1946 vyšla jeho románová prvotina Le maitre d'homme (Pán člověka), po které následovaly další romány, novely a eseje. V reakci na Sartrův existencialismus založil roku 1947 humanistické hnutí s názvem epifanismus, v němž šlo o mystiku člověka.
Psaní esejů o výtvarných umělcích ho inspirovalo k myšlence vytvořit soubor životopisných knih o nejvýznamnějších moderních francouzských malířích. Perruchot měl v úmyslu napsat asi dvacet monografií, které by zahrnovaly období od Delacroixe po Picassa. Soubor měl nést název Umění a osud. Předčasné úmrtí mu zabránilo v uskutečnění celého záměru, nicméně se mu podařilo vydat následující životopisy: Vincenta van Gogha (1955), Paula Cézanna (1956), Celníka Rousseaua (1957), Toulouse-Lautreca (1958), Edouarda Maneta (1959), Paula Gauguina (1961), Auguste Renoira (1964) a Georgese Seurata (1966), biografii Auguste Rodina už nedokončil. Do češtiny byly přeloženy všechny s výjimkou životopisu Celníka Rousseau. V letech 1961 a 1962 ho Francouzská akademie za knihy o Manetovi a Gauguinovi vyznamenala cenou Charlese-Blanca, roku 1963 obdržel Perruchot za soubor svého díla Velkou cenu města Paříže.
V roce 1967 se stal vedoucím redaktorem umělecko-historicky zaměřené revue Jardin des Arts (Zahrada umění), do níž již dříve sám přispíval. Spolu s Françoisem Mitterrandem a historikem Josephem Pasquetem iniciovali vznik Académie du Morvan, vzdělávacího ústavu, který se věnuje vlastivědě regionu Morvan, odkud Perruchot pocházel. Formálně byl založen byl až v létě 1967, po Perruchotově smrti.
Perruchotovy životopisy francouzských malířů jsou čtivé a plné pozoruhodných postřehů z jejich života. Perruchot však není příliš spolehlivým informačním pramenem. Zdroje svých tvrzení takřka zásadně neuvádí a mnohé, jím zprostředkované informace se později ukázaly jako nepřesné či zavádějící. Při tom, jak zejména v 50. letech chrlil v ročním intervalu knihu za knihou, a při množství materiálů, které musel prostudovat, tomu ani nemůže být jinak. Perruchotovy práce se pohybují na rozmezí literatury faktu a beletrie. Slohem a způsobem zpracování připomínají monografie významných osobností, které napsal Stefan Zweig, např. Joseph Fouché, Marie Stuartovna a další.